# Kloster der Barmherzigen Schwestern Imst

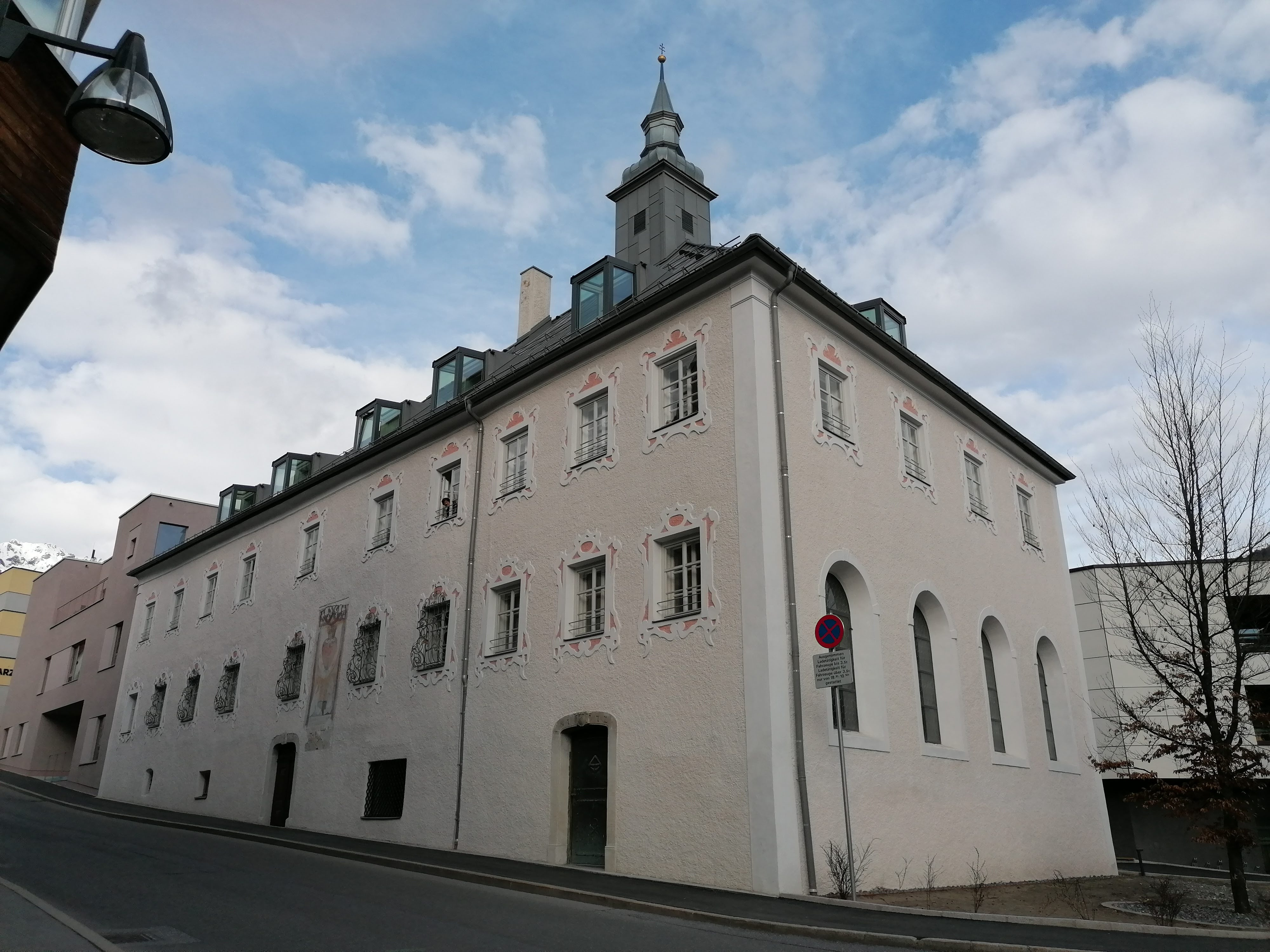
Klostergebäude von Süden

Das ehemalige Kloster der Barmherzigen Schwestern Imst steht in der Stadt Imst in Tirol. Das Kloster mit einer Kapelle gehörte den Barmherzigen Schwestern. Das Kloster steht unter Denkmalschutz.

## Geschichte
Das Gebäude stammt im Baukern aus dem 14. Jahrhundert und wurde 1772 umgebaut. Besitzer war die Familie Strele, die eine bedeutende Handels- und Leinwarenmanufaktur besaß. Nach einem Brand 1822 wurde der Ansitz zum Kloster umgebaut. Die Hauskapelle wurde 1832, das Kloster 1834 geweiht. Ab 1872/73 war eine Kinderbewahranstalt angeschlossen. 2010 wurde das Wirtschaftsgebäude abgebrochen und an seiner Stelle ein Alten- und Pflegeheim errichtet. Das Kloster wurde zum Jahresende 2012 geschlossen und die Nachnutzung für die Unterbringung von Flüchtlingen war Ende 2014 in Diskussion. Von 2018 bis 2023 wurde das Gebäude adaptiert, der Dachboden ausgebaut und  im Nordosten ein Neubau mit Wohneinheiten für betreutes Wohnen errichtet.

## Architektur

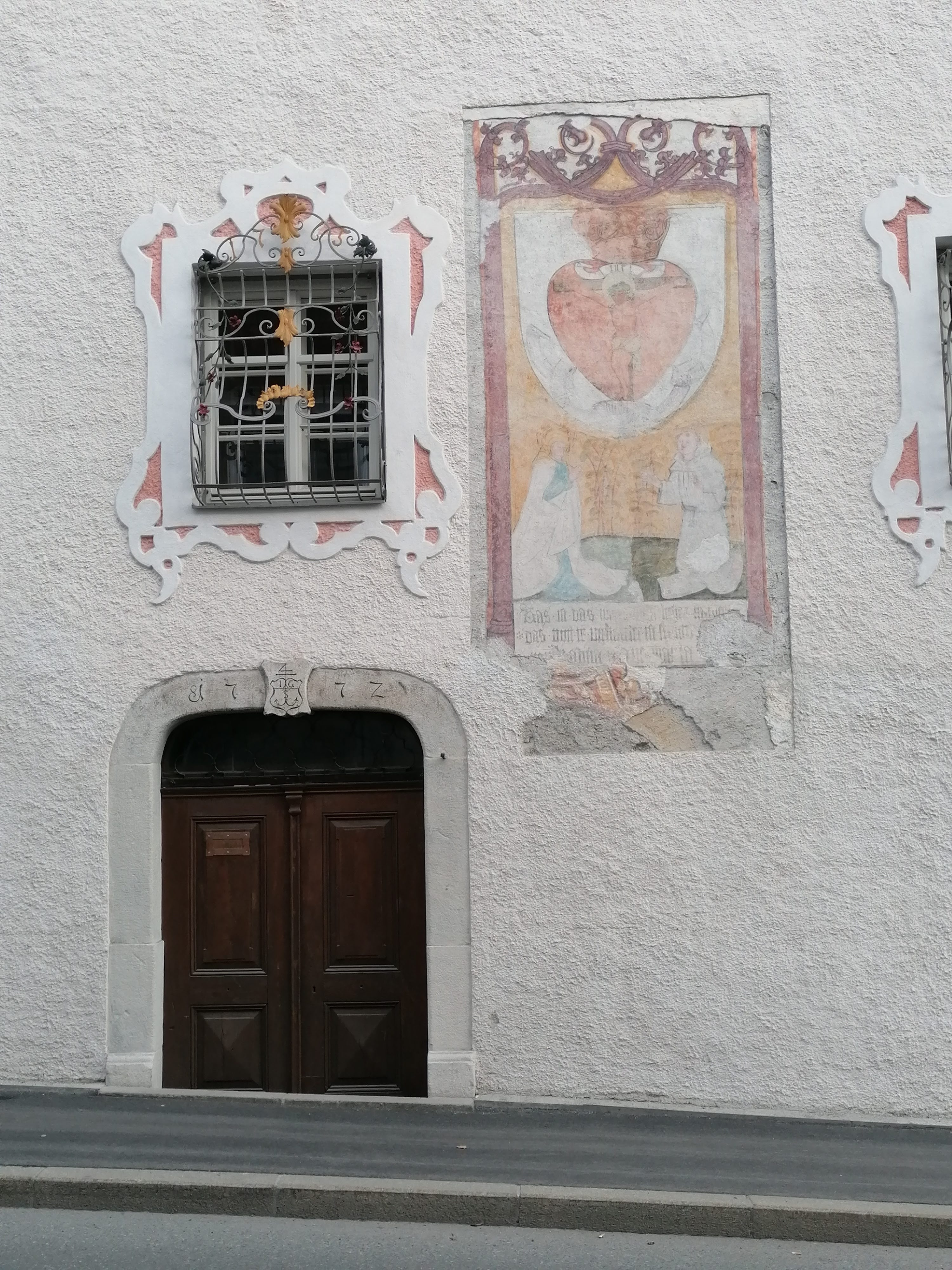
Portal mit spätgotischem Fresko

Der zweigeschoßige, vielachsige Klosterbau im Rokoko-Stil hat Fenster mit stilisierten Putzrahmen und Korbgitter aus der Bauzeit. Das Türmchen weist eine Welsche Haube und eine polygonale Laterne mit Spitzhelm auf. Die zwei Portale mit Flachbogen sind mit 1772 und mit den Initialen J. G. bezeichnet.
Die Hauskapelle ist ein Rechteckraum mit einer Flachdecke. Es gibt ein Gemälde Maria mit dem hl. Vinzenz von Paul und an den Seitenwänden Szenen aus dem Wirken des Heiligen. Die Emporendecke schmückt das Gemälde Erste Mission des hl. Vinzenz. An der Emporenbrüstung befinden sich Gemälde der hll. Wendelin, Martin und Isidor.
Der Rokoko-Altar stammt aus dem späten 18. Jahrhundert und zeigt das Altarbild Kreuzigung gemalt von Wolfram Köberl (1962). Die ursprüngliche Freskenausstattung von Johann Georg Witwer wurden beim Brand zerstört.